# MP2
MPEG-1 Audio Layer 2 (MP2, erróneamente conocido como Musicam). Si bien ha sido sustituido por MP3 en los ordenadores, sigue siendo un estándar dominante para la emisión de audio.

## Características de MPEG-1 Layer II
El estándar está definido en la norma ISO/IEC 11172-3, quedando establecidos los siguientes parámetros:
- Frecuencias de muestreo: 32, 44.1 y 48 kHz
- Tasas de bits: 32, 48, 56, 64, 80, 96, 112, 128, 160, 192, 224, 256, 320 y 384 kbit/s.